# 加岛莺雀属
加岛莺雀属（学名：Certhidea）是唐纳雀科下的一个属。

## 下属物种
本属包括以下物种：
- 灰加岛莺雀 Certhidea fusca P.L.Sclater & Salvin, 1870
- 绿加岛莺雀 Certhidea olivacea Gould, 1837， 易危(IUCN 3.1)